# Qaasim Illi
Abdel Azziz Qaasim Illi (* 1982 als Patric Jerome Illi in Schaffhausen; heimatberechtigt in Bonstetten) ist ein Schweizer islamistischer Propagandist und Vorstandsmitglied des fundamentalistischen Vereins Islamischer Zentralrat Schweiz (IZRS). Er wurde wegen antisemitischer Rassendiskriminierung und wegen Verbreitung von Propaganda für die dschihadistische Terrorgruppe al-Qaida verurteilt.

## Leben

### Jugend und Beruf
Illi wurde in Schaffhausen geboren. Als er zwölf Jahre alt war, wanderten seine Eltern auf die Philippinen aus, um ein Hotel zu betreiben. Illi wollte in der Schweiz bleiben und verbrachte seine Jugend in einer Pflegefamilie. Diese gehörte einer puritanisch-christlichen Freikirche an. Nach dem Besuch der Sekundarschule absolvierte er eine Lehre als Informatiker. Illi gründete die «B+B Electronics» und war bis September 1999 unter dem eigenen Schaffhauser Label «Hardbeat Rec. – The Trance / Techno Lable» Veranstalter von Techno-Partys. Sein letzter Rave war die «Troja II» auf dem Sulzer-Areal in Winterthur.
lli nahm 2009 ein Studium der Geschichte und Islamwissenschaft an der Universität Bern auf und erhielt dafür alleine im Jahr 2010 über 38'000 Franken staatlicher Studierendenförderung.

### Politik
Illi war vier Jahre lang Mitglied der Aktion für eine unabhängige und neutrale Schweiz (AUNS). Im Jahr 2002 war er Mitveranstalter einer Kundgebung in Schaffhausen gegen den Beitritt der Schweiz zur UNO, an der unter Lukas Reimann auch die Organisation Young4FUN.ch teilgenommen hatte.
Illi wandte sich dann dem politischen Islam zu, konvertierte und nahm den Vornamen „Abdel Azziz Qaasim“ an. Er wurde Vorstandsmitglied und als «Departementsleiter für Public Relations und Information» Kontaktperson und gemäss Statuten Aktuar des radikal-islamischen Vereins «Islamischer Zentralrat Schweiz (IZRS)».
Laut einem Bericht der Weltwoche bejubelte Illi mehrfach palästinensische Selbstmordattentate. So bezeichnete er 16 israelische Todesopfer eines Busattentates auf seiner Homepage als „Zionisten-Besatzungs-Bastarde“, die „erlegt“ worden seien. Illi wurde wegen antisemitischer Rassendiskriminierung verurteilt. Bekannt wurde er 2002 der breiten Bevölkerung durch seinen Besuch bei Hamas-Gründer Scheich Ahmad Yasin. Illi gründete die Organisation «Pro-PLO Schweiz» in Schaffhausen, ihr Kern bestand aus sechs zum Islam konvertierten Schweizern.
Auf einer Demonstration in Zürich veranlasste Illi das Verbrennen einer Israel-Flagge, nach Einschreiten von Zuschauern bezeichnete er die Schweiz als «zionistisch unterwanderten Staat». Ein 2003 eröffnetes Ermittlungsverfahren der schweizerische Bundesanwaltschaft gegen Illi wegen des Verdachts auf Vorbereitung von Sprengstoffdelikten wurde im März 2004 eingestellt. Die «Pro-PLO Schweiz» wurde auf Ende 2004 offiziell aufgelöst, deren Website blieb jedoch aktiv und wurde nun in Khartum betrieben.
Im November 2016 leitete die Staatsanwaltschaft aufgrund des „Bundesgesetzes über das Verbot der Gruppierungen «Al-Qaïda» und «Islamischer Staat» sowie verwandter Organisationengegen“  ein Ermittlungsverfahren gegen Illi und IZRS-Präsident Nicolas Blancho ein, nachdem diese Interviews mit einem Al-Qaida-Rädelsführer bei YouTube veröffentlicht hatten, die bis zu 100'000 mal abgerufen worden waren. Aus formalen Gründen erfolgte zunächst Freispruch, im Januar 2022 wurde Illi jedoch vom Berufungsgericht des Bundesstrafgerichts zu 16 Monaten bedingter Haft verurteilt. Das Bundesgericht nahm die Beschwerde gegen das Urteil nicht an, womit es rechtskräftig wurde.

### Privates
Seine Frau Nora lernte Illi bei einer Solidaritätsaktion für Palästina kennen und heiratete sie 2003 in Jordanien. Sie erlag 2020 einem Krebsleiden. Das Paar hatte sechs gemeinsame Kinder.